# 라스트 캐슬
《라스트 캐슬》(영어: The Last Castle)은 2001년에 개봉한 미국 영화이다.

## 줄거리
육군 중장 유진 어윈은 대통령의 명령을 위반하고 부룬디에서 병력을 구출 작전에 투입하여 8명의 병사 사망에 이르게 한 죄로 최고 보안 등급의 군사 교도소에서 10년 형을 복역해야 한다.
교도소장인 대령 윈터는 어윈을 크게 존경했지만, 어윈이 윈터의 귀한 군사 유물 컬렉션을 "진정한 전장 베테랑이라면 가질 수 없는 것"이라고 말하자 상황이 달라진다. 한 번도 전투를 겪어보지 못한 윈터는 그 발언에 기분 상해한다. 그는 어윈이 죄수들의 태도를 바꾸려는 시도라고 인식하고 이에 반대한다.
윈터의 교도소 운영 방식 중 하나는 죄수들이 더 이상 군인이 아니므로 군대 관습과 예의를 따르지 않아야 한다는 것이다. 한 번은 어윈이 교도소 마당에서 자신에게 경례를 한 죄수 하사 라몬 아길라르를 경비병이 몽둥이로 때리는 것을 막다가 질책을 받는다.
어윈은 중세 성곽을 닮은 돌과 모르타르로 벽을 쌓아 죄수들을 단합시키려 한다. 어윈이 얻는 존경을 부러워한 윈터는 경비병들에게 벽을 파괴하라고 명령한다. 아길라르가 불도저를 막아서자, 윈터는 자모로 하사에게 아길라르의 머리에 직접 고무탄을 발사하라고 명령하여 그를 죽게 한다.
벽이 파괴된 후, 어윈과 수감자들은 아길라르에게 마지막 경의를 표한다. 윈터는 몇 가지 작은 양보를 제안하지만 어윈은 불충분하다며 거절한다. 어윈은 윈터를 제복에 대한 치욕이라고 부르며 사임을 요구한다.
죄수들은 어윈 주변에서 군인처럼 행동하기 시작하고, 어윈은 교도소를 혼란에 빠뜨릴 계획을 세운다. 그의 의도는 자신의 친구이자 윈터의 상관인 준장 휠러에게 윈터가 부적합하며 지휘에서 해임되어야 한다는 것을 보여주는 것이다. 휠러가 방문하는 동안, 윈터는 사임을 요구하는 편지를 받는데, 그렇지 않으면 죄수들이 휠러를 납치할 것이라는 내용이다.
대응을 지시한 후 윈터는 이 편지가 어윈이 실제 봉기 시 경비병들이 어떻게 반응할지에 대한 정보를 얻기 위해 사용한 허세임을 알게 된다. 휠러는 어윈을 다른 교도소로 이감시키겠다고 제안하지만 윈터는 거절한다. 격분한 윈터는 반사회적 죄수인 예이츠에게 접근한다. 어윈의 계획을 알려주면 형량을 줄여주겠다는 뇌물을 받은 예이츠는 윈터에게 어윈이 교도소를 점령한 후 깃발을 거꾸로 게양하여 조난 신호를 보낼 의도라고 말한다.
예이츠는 은밀히 소장실에서 미국 국기를 훔치며 자신이 어윈의 편임을 밝힌다. 윈터는 그들의 계획을 막기 위해 모든 죄수들을 마당으로 집합시키라고 명령하지만, 어윈은 이를 예측했고 죄수 봉기가 시작된다. 죄수들은 즉석 무기를 사용하여 장갑차와 교도소 헬리콥터를 탈취하며, 예이츠는 이를 이용해 자모로를 죽인다. 죄수들은 휠러의 본부에 전화하여 폭동을 알린다. 윈터는 휠러가 교도소가 포위된 것을 보러 도착하기 전에 통제권을 되찾을 시간이 거의 없으므로 실탄 사용을 명령한다.
어윈의 부하들은 혼란을 일으키지만 경비병들에게 압도당한다. 윈터는 항복을 명령하지만 그들은 거부한다. 그는 복종하지 않으면 저격수들이 발포할 것이라고 경고한다. 윈터가 명령을 내리기 직전, 어윈은 그들에게 포기하고 엎드리라고 명령한다. 윈터는 어윈에게 깃발을 돌려달라고 말하지만 어윈은 "그것은 당신의 깃발이 아니다"라고 대답한다. 어윈은 깃대 쪽으로 걸어가 깃발을 게양하기 시작한다.
점점 불안해진 윈터는 어윈에게 "그 깃발을 거꾸로 올리지 마라"고 말하지만 어윈은 깃대 쪽으로 계속 걸어간다. 윈터는 저격수들에게 발포하라고 명령하지만 그들은 거부한다. 윈터의 모든 부하들이 어윈을 죽이기를 거부하자, 윈터는 어윈의 등에 치명상을 입힌다. 어윈의 생명이 희미해져 가는 동안, 그는 계속해서 깃발을 올린다.
대위 페레츠는 윈터를 체포한다. 다시 일어선 죄수들은 깃발에 경례하기 시작한다. 윈터는 어윈이 깃발을 똑바로 올렸다는 것을 알아차리고 자신이 아무 이유 없이 어윈을 쏘았다는 것을 깨닫는다. 휠러 장군이 도착하자 깃발은 교도소 벽 위로 펄럭인다. 콜로넬 윈터는 수갑을 찬 채 끌려간다. 수감자들은 쓰러진 동지들을 추모하며 새로운 벽을 쌓는다. 아길라르와 어윈의 이름은 성벽에 새겨진 이름들 중에 있다.

## 한국판 성우진(KBS) (2005년 11월 12일)
- 양지운 - 어윈(로버트 레드포드)
- 이봉준 - 윈터(제임스 간돌피니)
- 임채헌 - 예이츠(마크 러팔로)
- 오인성 - 페레츠(스티븐 버튼)
- 최정호 - 엔리케즈(마이클 이어비)
- 김영진 - 텀퍼(조지 스콧) / 자모로(데이빗 앨포드) / 컷부시
- 김준 - 델로(폴 칼데론) / 윌러(델로이 린도)
- 김우정 - 더피(샘 볼)
- 서문석 - 멕클레런(모리스 불라드)
- 윤세웅 - 아길라(클리프톤 콜린스 주니어)
- 장승길 - 브로레(브라이언 굿맨) / 대니
- 홍진욱 - 버나드(프랭크 밀리터리)
- 박찬희 - 니볼트(닉 코키치)
- 이미향 - 로절리(로빈 라이트) / 여자 사무관